# Kinoteatr Uciecha

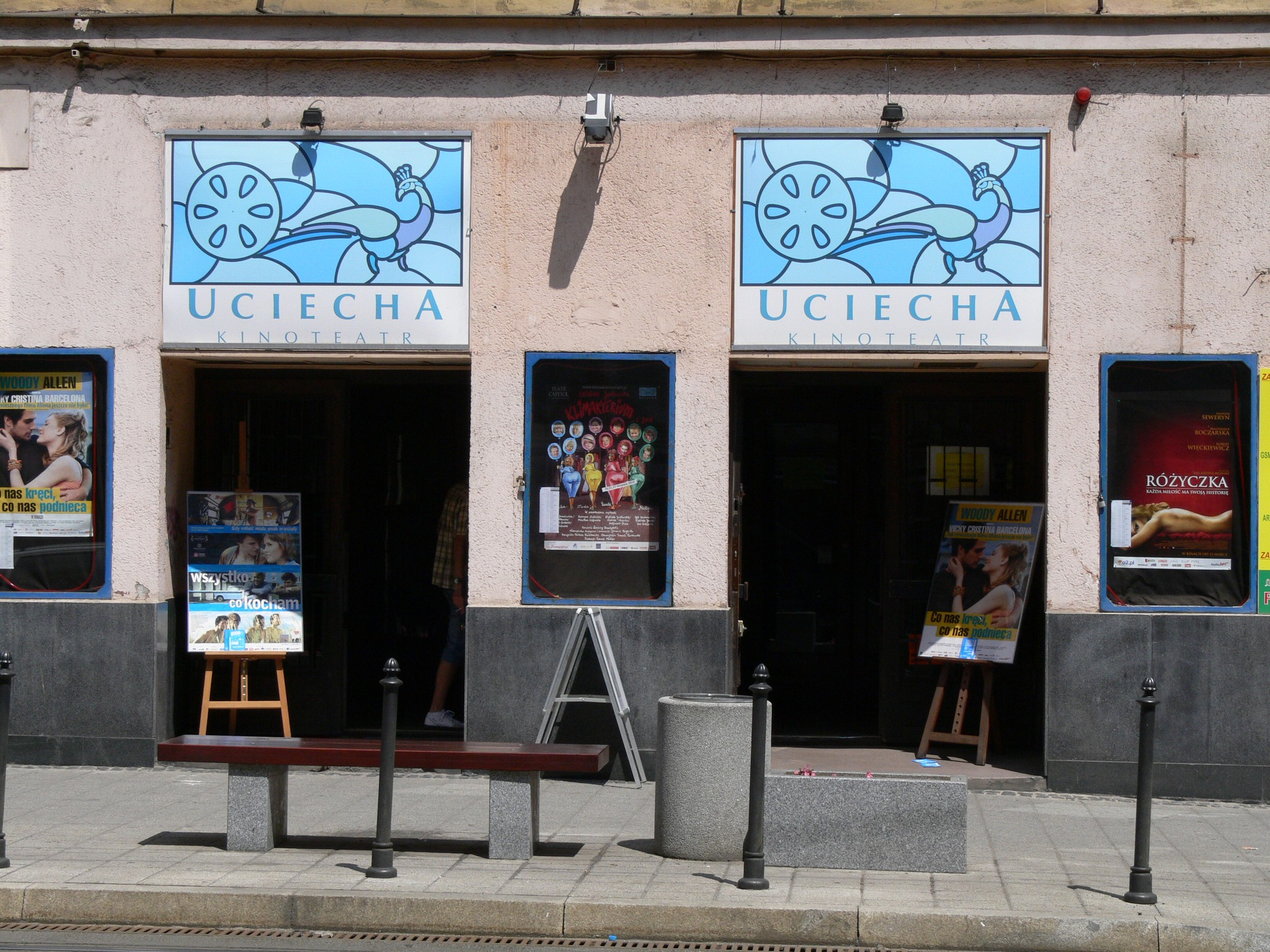
Wejście do kinoteatru Uciecha w 2010 r.
Kraków, ul. Starowiślna 16

Kino Uciecha – dawne krakowskie kino, istniejące od 1912 roku. Znajdowało się przy ulicy Starowiślnej 16 w Krakowie.

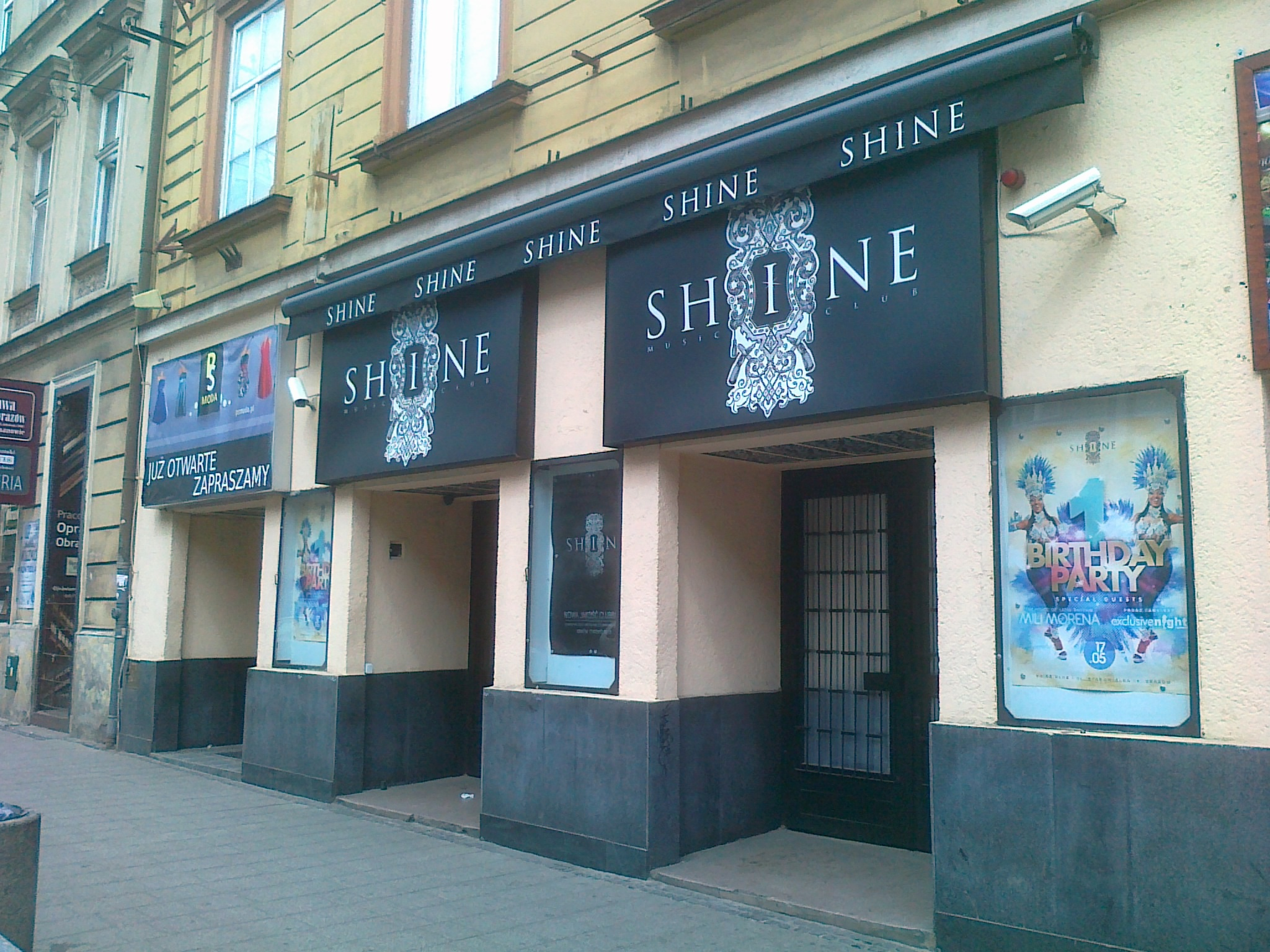
Kraków, ul. Starowiślna 16 (fot. z 2014)

Rozpoczęło działalność 7 grudnia 1912 roku. Secesyjne wnętrza z witrażem z głową Meduzy nad wejściem zaprojektował Henryk Uziembło. Było jednym z najstarszych kin w Krakowie. Mieściło ponad 600 widzów i przez wiele lat było największym kinem w mieście. Dopiero kino Kijów powstałe w 1967 roku pokonało je pod względem pojemności sali kinowej. Jako pierwsze z krakowskich kin 21 grudnia 1929 roku zastosowało aparaturę dźwiękową i pokazywało publiczności filmy dźwiękowe. Pierwszym wyświetlonym tu filmem dźwiękowym był Śpiewak jazzbandu, amerykański film muzyczny w reżyserii Alana Croslanda. 
Od 1989 było kinem prywatnym. Zostało zamknięte 27 grudnia 2001 z powodów finansowych. Przez kilka lat w pomieszczeniach zajmowanych przez kino działała jedna z krakowskich szkół wyższych. 16 marca 2009 Uciecha była reaktywowana – wznawiała działalność jako kinoteatr. "Uciecha" posiadała 2 sale: dużą na 300 miejsc, małą na 48 miejsc. Scena ma wymiary 9,5 m x 7 m.
Kino miało profil studyjny – można było oglądać głównie klasykę filmową. Oprócz działalności kinowej Uciecha była także teatrem realizującym wiele form scenicznych: komedie, farsy a także recitale, kabarety, koncerty i musicale oraz przedstawienia familijne. Na początku 2011 kinoteatr został zamknięty. 
W budynku przy ul. Starowiślnej 16 po dawnym kinie "Uciecha" powstał klub muzyczny. Prowadzona była w 2012 „przebudowa i remont istniejącego lokalu muzyczno-rozrywkowo-gastronomicznego”.